# Королева дощу

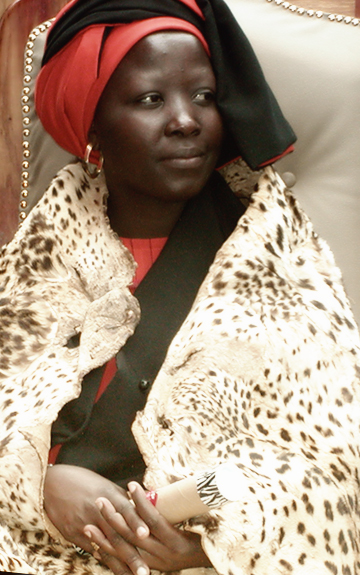
Королева Макобо Модджаджі VI

Королева Моджаджі, або Королева дощу, є спадкоємною королевою балобеду, народу провінції Лімпопо Південної Африки. Вважається, що у Королеви дощу є особливі сили, такі як здатність контролювати хмари та опади. Вона відома як містична та історична фігура, яка приносила дощ своїм союзникам та посуху своїм ворогам. Вона не є правителькою у традиційному розумінні, а швидше шаманом.

### Список правителів Балобєду
1. Королева Маселекване Моджаджі I (1800—1854)
2. Королева Масаланабо Моджаджі II (1854—1894)
3. Королева Хесетоане Моджаджі III (1895—1959)
4. Королева Макома Моджаджі IV (1959—1988)
5. Королева Мокопе Моджаджі V (1981—2001)
6. Королева Макобо Модджаджі VI (2003—2005)
7. Принц-регент Мпапатла Моджаджі (2005—2022)
8. Королева Масаланабо Модджаджі VII (2023–)

Станом на жовтень 2022 року Королівська рада Моджаджі мала нового короля. Традиційне посвячення принца Лекукела Моджаджі як короля Балобеду відбулося в Королівському палаці Кетлхаконі в Моджаджисклофі за межами Тзанеену в Лімпопо. Принцеса Масаланабо, яку очікували як наступну Королеву дощу, займе позицію, зарезервовану для неї, щоб бути Хадікхоло (великою тіткою) нації Балобеду.
Станом на 2023 рік посаду Моджаджі займає Її Величність, Королева Масаланабо II Моджаджі VII. Вона є дочкою останньої Королеви дощу, Макобо Моджаджі VI.